# Chiesa di San Severino abate (Striano)
La chiesa di San Severino Abate (in latino: Parochia Sancti Severini Abbatis) è la cappella madre del cimitero di Striano. Essa risale al XII secolo, assieme al culto che da allora fino ad oggi gli strianesi deputano al patrono san Severino abate.

## Storia
La prima citazione dell'esistenza in Striano di una chiesa regia in onore di san Severino abate è contenuta nei Registri angioini e reca la data del 1278, essendo parroco pro-tempore don Simone de Foresta.
La chiesa, eretta fuori dall'abitato verso Sarno, agli inizi del Cinquecento viene elevata alla dignità di parrocchia e riceve in dono nel 1506 dal barone di Striano Luigi di Casalnuovo, un'artistica pala d'altare, opera del pittore milanese Protasio Crivelli, raffigurante la Madonna col Bambino tra i Santi Severino e Sossio, attualmente conservata nella chiesa parrocchiale di San Giovanni Battista.
Nella platea del 21 dicembre 1701 a tal riguardo si legge: «dietro l'altare maggiore, vi sta l'Icona con la sua cornice di legno lavorata a bassorilievo, indorata, e dipinta di color torchino, ove si vede efficiata la Vergine col suo Bambino nelle braccia, seduta in una sedia, chiamata la Vergine di Chiaravalle, alla destra S. Sossio martire, alla sinistra S. Severino Abbate.»
Nella platea del 1687 si legge che la chiesa possedeva un ospizio di case dirute dove si dice alle Curti vecchie, vendute a Gennaro d'Ambrosio per ducati 175 mediante assenso apostolico con istrumento rogato dal notaio Domenico Angelo Fabricatore di Sarno il 4 marzo 1685; un altro ospizio di case vecchie vicino alla chiesa di San Giovanni, vendute al defunto Andrea Vitelli per ducati 45 con atto del medesimo notaio del 28 aprile 1678. Inoltre di sua proprietà erano i seguenti territori per i quali percepiva il censo annuale: «tre moggia di territorio padulese alla Rivolta, sei moggia allo Piano, quattro moggia alla Farricella, tre moggia e mezzo alla Rivolta, due moggia a li Pedali, un moggio e un quarto alla Rivolta vicino lo corrente publico, due moggia allo Piano, otto moggia di territorio arbustato all'Orto della Fabrica».
Da un atto del 1701, conservato presso l'Archivio Storico Diocesano di Sarno, si viene a conoscenza che la chiesa si presentava a tre navate di cui quella centrale di metri 20x5 circa e quelle laterali di metri 20x4 circa ognuna.
Le eruzioni vesuviane del 1631 e del 1737, che tanti lutti e danni arrecano alla cittadina di Striano e all'intera Valle del Sarno, deteriorano seriamente il sacro edificio che per l'incuria dell'uomo era venuto sempre più rovinandosi col trascorrere degli anni. Cosicché l'antico luogo di culto viene quasi del tutto abbandonato, cedendo il titolo parrocchiale (1739) alla più moderna e funzionale chiesa parrocchiale di San Giovanni Battista, eretta al centro del paese sulle fondamenta dell'antichissima chiesa di San Michele Arcangelo (XI secolo).
A tal proposito gli atti della Santa Visita di Francesco de Novellis, vescovo di Sarno, del 29 maggio 1739 si legge che in tale giornata «fuit asportatum Sanctissimum Sacramentum quod manebat in Ecclesia Sancti Joannis» ed in quella dell'anno seguente dello stesso Presule si legge che il 16 gennaio viene trasferito il Battistero in San Giovanni «per maggior comodità del Parroco e del popolo» (1740).
Monsignor de Novellis in un'altra sua ispezione effettuata il 14 giugno 1742 «visitavit Ecclesiam Sancti Severini olim Parochialj, cuius suffictum est dirutum». Nel 1745 nell'antica parrocchia di San Severino viene celebrata «una messa la settimana omnia bene». Nell'identico stato decrepito la ritrova il medesimo Vescovo nella Santa Visita del 12 giugno 1756, che ai suoi occhi meravigliati «la appare quae est feri diruta».
Ancora in piedi la ritrova il vescovo Giovanni Saverio Pirelli allorquando effettua la Santa Visita alla comunità parrocchiale di Striano il 20 giugno 1768 e narrando di essa così si esprime: «… sita extra moenia, que fuit olim Parochialis Terræ Striani (…) giacché l'umidità di detta Chiesa la rende quasi inabitabile».
Lo stesso Vescovo nella Santa Visita del 19 giugno 1771 così si esprime: «… de veteri Ecclesia Sancti Severini hoc anno visitata non fuit, ex eo quia multis reparationibus iadigat ob imminentum ruinam…» ed in quella del 4 giugno 1783 prescrive che «si accomodi il tetto nella parte dove trovasi rotto, acciò il nuovo soffitto non s'infracidisca coll'acqua delle pioggie, e si accomodi il campanile nella parte rotta, che si minaccia rovina secondo la perizia fatta, sistente negli atti della nostra vescovil curia».
Ancora dagli atti della Santa Visita del 24 maggio 1802 di monsignor Lorenzo Potenza si apprende che durante le piogge dal soffitto della chiesa penetra acqua fin sopra l'altare della cappella di Santa Maria della Purificazione e di Sant'Antonio Abate.
Divenuta ormai decrepita e pericolante per l'incolumità dei fedeli, essa viene abbattuta e al suo posto, «sui ruderi dell'antica Parrocchia» nel 1856 circa, viene eretta una chiesetta di modeste dimensioni, con le funzioni di cappella madre del cimitero sotto il titolo di San Severino Abate.
Difatti il territorio circostante nel 1866 viene adibito a Cimitero comunale e tutti i defunti inumati sino ad allora negli ipogei della Congrega del Santissimo Crocifisso e delle chiese di San Giovanni Battista e di San Severino, vengono trasferiti nel novello Agro Santo.
Nel 1906 il sacerdote don Vincenzo De Vivo, cappellano del cimitero, fa dipingere sopra l'altare l'immagine della Madonna del Carmine con Anime Purganti.
Avendo il luogo di culto bisogno di restauro, nel 1938 il podestà Giovanni D'Anna autorizza «l'esecuzione in economia dei lavori di restauro della chiesa del Cimitero», per un ammontare delle spese di circa 14.000 lire.
Nella primavera del 1993 la chiesetta è stata oggetto di lavori di restauro da parte della ditta Severino Paciello fu Antonio di Striano, ultimati e consegnati al Comune il 1º novembre.